# البطل الصغير (قصة قصيرة)

البطل الصغير (فيودور دوستويفسكي) 1857

البطل الصغير (بالروسية: Маленький герой) قصة قصيرة للكاتب الروسي فيودور دوستويفسكي، وهي القصة الوحيدة الكاملة التي كتبها خلال فترة اعتقاله في سجن منفرد بقلعة بتروبافلوسكايا  بمدينة سان بطرسبرج، ونشرت في مجلة «حوليات الوطن» في أغسطس عام 1857 تحت الاسم المستعار (م. ي). تصور القصة الطفل الذي توقظ مراهقته المفاجئة التناقضات المؤلمة والصريحة؛ صورة لطفولة حساسة وصامتة، وأيضا قصة عن اكتشاف الحب وإيقاظ الحواس، والاكتشاف الناتج والحتمي لوجود الحياة الجنسية.

## خلفية القصة
كتب دوستويفسكي هذه القصة اثناء الأشهر الثمانية التي قضاها في سجن منفرد بقلعة بتروبافلوسكايا، وها هو يكتب الي أخيه ميشيل في 18 يوليو 1848 قائلا: إنني لا أضيع وقتي، فلقد تخيلت ثلاث قصص وروايتين، وأنا عاكف الآن على كتابة إحداهما. ولكنني أخشى الإسراف في العمل، ذلك أن العمل، لاسيما إذا قمت به في حماسة ونشاط (وأنا لم أعمل يوما كما أعمل الآن) يهدم صحتي دائما بتأثيره في أعصابي، وبعد ذلك بزمن طويل قال دوستويفسكي للأستاذ سولوفييف المختص باللغات الرومانية: حين وجدتني في السجن قدرت أن هذه هي النهاية، وأنني لن أستطيع الاحتمال إكثر من ثلاثة أيام، ولكنني لم البث أن هدأت هدوءا تاما على حين فجأة. فماذا فعلت؟ كتبت قصة «البطل الصغير». اقرأ هذه القصة هل تجد فيها شيئا من غضب أو حنق أو ألم؟ وكنت وأنا في سجني أحلم احلاما هادئة طيبة حلوة عذبة، وكلما طال بقائي في السجن، ازداد حالي تحسنا. إن هذا التناقض بين الزنزانة الرطبة مع الانتظار الطويل لصدور الحكم وبين الأحلام الهادئة والذكريات المضيئة المشرقة لهو ظاهرة نفسية نادرة، وقد علل دوستويفسكي هذه الظاهرة في تلك الرسالة نفسها قائلا: إن طبيعة الإنسان حيوية مدهشة! حقا ما كان لي أن أصدق أن الإنسان يملك مثل هذه الحيوية ولكنني أعرف الآن ذلك بالتجربة.
لقد انتهت طفولتي "ما أروع وصفه للعواطف التي تضطرم في قلب فتي ملتهب! إن الأسطر الأخيرة من هذه القصة التي كتبها قبل سفره إلى المعتقل بسيبيريا لهي من أصفي ما خطه قلمه من أحلام ورومانسية، أنها وداع للشباب قبيل الآلام التي ستكشف له عن قوة الشر في أعماق النفس البشرية.

## ملخص القصة
تجري أحداث القصة خلال أيام الصيف في منزل اقطاعي كبير خارج موسكو حيث يستمتع أفراد الطبقة العليا الروسية بالحفلات الفخمة والنزهات ذات المناظر الخلابة والعديد من الأنشطة الخالية من الهموم. الشخصية الرئيسية هي صبي يبلغ من العمر 11 عاما، والذي يصبح مفتونا بحب سيدة جميلة، يرمز لها في القصة بمدام م، وهي امرأة ناضجة ومتزوجة. من خلال الرؤية الواضحة للصبي، نكتسب نظرة ثاقبة لما يجري خلف السطح المصقول للقصر وضيوفه، بما في ذلك التوازن غير المتكافئ بين الجنسين وسلوك الكبار المتعالي، وغير المدروس تجاه الأطفال. بالإضافة إلى ذلك، تحتوي القصة على بعض المناظر الطبيعية الغنية جدا، وصور الطبيعة وهي أولا وقبل كل شيء تمثيل جميل لأول لقاء للصبي مع الحب المثير.

## نقد وتعليقات
قدمت جيردا بيل دراسة موجزة عن معرفة دوستويفسكي للأطفال، من خلال قصته "البطل الصغير" جاء فيها: "مكتبات كاملة تم تجميعها عن حياة وأعمال فيودور دوستويفسكي، ولكن على حد علمي لم يتم إيلاء الكثير من الاهتمام لفرع خاص واحد، الذي يبدو أنه لم يكن متسيدا في الماضي وهو: بصيرته لنفسية الأطفال والشباب. صحيح أن من بين الأمور الأخرى التي تم الإشادة بها دائما باعتباره عالما نفسيا عظيما، لكن معاملته للمراهق تمت بشكل نسبي مهمل"، تتابع الباحثة وصفها لدوستويفيسكي بأنه بدأ هذه الموجة التي لم تستقبل بوعي كامل، وتأثيره البالغ على الكتاب الآخرين، ولا سيما في ألمانيا في الفترة 1880 – 1920 حيث ظهرت قصص وروايات وأعمال درامية أبطالها من المراهقين".

## القصة في السينما
قدم المخرج ترافيس ميلز قصة «البطل الصغير» في فيلم قصير تكلف إنتاجه 200 دولار في عام 2014، ويتابع الفيلم صبي يشهد على طيش الكبار في حفلة حول حمام للسباحة، والفيلم من بطولة كولين باليستريري، ولاجينا بيفانز، وأنجيلا بيل.

## وصلات خارجية
https://en.viatone.com/a-little-hero/ البطل الصغير (قصة قصيرة)
https://daraltanweer.com/book/the-young-hero/ البطل الصغير (قصة قصيرة)
https://www.goodreads.com/book/show/27427616 البطل الصغير (قصة قصيرة)
http://www.online-literature.com/dostoevsky/4397/ البطل الصغير (قصة قصيرة)